# Centermotor
En centermotor er betegnelsen for en motor på et køretøj (som regel i en bil), som er placeret bag forakslen og foran bagakslen. Den placering giver teoretisk den optimale vægtfordeling, da køretøjet ved sving skal ændre retning på mindst mulig masse per hjul/aksel. 
Typisk vil vægtfordelingen på for- og bagaksel være tæt på 50% på hver.
På visse el-cykler samt de fleste knallerter og motorcykler er motoren monteret som centermotor.
| Motor | Spire Denne artikel om motorer og motordele er en spire som bør udbygges. Du er velkommen til at hjælpe Wikipedia ved at udvide den. |